# Tout le monde aime Raymond
Pour les articles homonymes, voir Raymond.
Tout le monde aime Raymond (Everybody Loves Raymond) est une série télévisée américaine en 210 épisodes de 22 minutes, créée par Philip Rosenthal et diffusée entre le 13 septembre 1996 et le 16 mai 2005 sur le réseau CBS.
En France, la série a été diffusée à partir du 12 janvier 1998 sur M6, puis sur Série Club, Comédie ! et sur France 3 ; au Québec à partir du 23 décembre 2002 sur Séries+, puis rediffusée à partir du 5 mars 2010 sur le réseau V ; en Belgique, à partir du 24 avril 2012 sur Club RTL ; et en Suisse sur la TSR.

## Synopsis
Cette sitcom met en scène Raymond Barone, un journaliste sportif italo-américain, son épouse Debra, et leurs enfants, une fille et des jumeaux. Malheureusement pour eux, Raymond a également des parents et un frère très envahissants…

## Distribution

### Personnages principaux
- Ray Romano (VF : Olivier Destrez) : Raymond « Ray » Barone
- Patricia Heaton (VF : Dorothée Jemma) : Debra Barone
- Peter Boyle (VF : Albert Augier (saisons 1 à 7) puis Claude d'Yd (saisons 8 et 9)) : Frank Barone
- Doris Roberts (VF : Françoise Fleury (saisons 1 à 7) puis Lily Baron (saisons 8 et 9)) : Marie Barone
- Brad Garrett (VF : Christophe Lemée (saisons 1 à 7) puis Serge Biavan (saisons 8 et 9)) : Robert Barone
- Madylin Sweeten (VF : Dorothée Jemma (saison 1), Valérie de Vulpian (saisons 2 à 7) puis Catherine Desplaces (saisons 8 et 9)) : Ally Barone (206 épisodes)
- Monica Horan (VF : Marie-Laure Beneston (saison 1) puis Valérie de Vulpian (saisons 2 à 9)) : Amy MacDougall Barone (67 épisodes)

### Personnages récurrents et invités
- Andy Kindler (VF : Jean-François Lescurat) : Andy (26 épisodes)
- Jon Manfrelloti (VF : Jean-Luc Kayser) : Gianni (24 épisodes)
- Tom McGowan (VF : Hervé Jolly) : Bernie Gruenfelder (17 épisodes)
- Katherine Helmond (VF : Claude Chantal) : Lois Whelan (14 épisodes)
- Fred Willard (VF : Jean Roche) : Hank MacDougall (14 épisodes)
- Georgia Engel (VF : Françoise Caillaud) : Pat MacDougall (14 épisodes)
- Maggie Wheeler (VF : Dominique Lelong) : Linda Gruenfelder (12 épisodes)
- Robert Culp (VF : Michel Le Royer) : Warren Whalen (11 épisodes)
- Chris Elliott (VF : Franck Tordjman) : Peter MacDougall (10 épisodes)
- Len Lesser (VF : Henri Labussière) : Garvin (9 épisodes)
- Kevin James (VF : Marc Alfos) puis (VF : Michel Lasorne) : Kevin Daniels (8 épisodes)
- Susan Varon (VF : Francine Lainé) : Suzy (8 épisodes)
- Sherri Shepherd (VF : Laurence Sacquet) : Judy Potter (8 épisodes)
- Fred Stoller (VF : Bernard Allouf) : Gerard (7 épisodes)
- Joseph V. Perry (VF : Bernard Tiphaine) : Nemo (6 épisodes)
- Charles Durning (VF : Henri Poirier) : Père Hubley (6 épisodes)
- David Proval (VF : Philippe Catoire) : Marco Fogagnolo (6 épisodes)
- Alex Meneses (VF : Ninou Fratellini) : Stefania Fogagnolo (6 épisodes)
- David Hunt (en) (VF : Gérard Surugue) : Bill Parker (3 épisodes)
- Amy Aquino (VF : Brigitte Morisan) : Peggy Ardolino (4 épisodes)

 Source et légende : version française (VF) sur RS Doublage

## Épisodes

### Première saison (1996-1997)
1. De l'air
2. Est-ce que tu m'aimes ?
3. Pauvre Gus
4. Le test
5. Regarde mais ne touche pas !
6. À vos plumes
7. Scène de ménage
8. La belle-famille
9. Père, impair et passe
10. Dinde ou poisson
11. Le capitaine
12. Le balle
13. La grippe
14. Le plus beau des deux
15. La vieille voiture
16. Une Saint-Valentin agitée
17. Jeux à satiété
18. Le meilleur journaliste sportif de l'année
19. Une chien dans la maison
20. Chers voisins
21. Vous avez dit bizarre ?
22. Leur plus grosse erreur

### Deuxième saison (1997-1998)
1. Première expérience
2. L'école des parents
3. Mon frère, ce grand sentimental
4. La leçon de piano
5. Du green contre les bleus
6. L'anniversaire de mariage
7. Travail à domicile
8. Le livre pour enfant
9. Le cadeau
10. Réunion d'anciens élèves
11. La lettre
12. Je ne veux pas que ça pour Noël
13. La guerre de Sécession
14. Mia famiglia
15. Les boulettes de Marie
16. Carnet de chèque
17. Ronde de nuit
18. Le lit familial
19. Pauvre Robert
20. Le goûter
21. Le code de bonne conduite
22. Tout ça pour un centimètre
23. Vide-grenier
24. Le mariage (1/2)
25. Le mariage (2/2)

### Troisième saison (1998-1999)
1. L'Invasion
2. Conduite dangereuse
3. La Baby-sitter
4. La Vengeance est un plat qui se mange froid
5. La Visite
6. Les Friandises d'Halloween
7. Le Déménagement
8. L'Article
9. Vive le célibat
10. Régime sans graisse
11. L'Appartement
12. Le Grille-pain
13. Ping-pong
14. Péché de jeunesse
15. Quiproquos
16. L'Hommage à Frank
17. La Croisière avec Marie
18. Même pas peur
19. Mon frère n'est pas n'importe qui
20. Bouge de là !
21. Une Charmante escapade
22. Les Femmes au travail
23. Gentils, gentils
24. Et bien dansez maintenant
25. Retour au bercail
26. Histoire d'une rencontre

### Quatrième saison (1999-2000)
1. Chirurgie plastique
2. Un Nouvel ouvre-boîte
3. On parie
4. Questions indiscrètes
5. Recherche tueur désespérément
6. Ma sœur
7. Cousin Gérard
8. Debra est en pleine forme
9. Tel est pris qui croyait prendre
10. Le Syndrome de la maternelle
11. Photo de famille
12. Un Gay chez les Barone
13. Rimes en stock
14. Le Fils prodigue
15. Robert l'as du rodéo
16. Dix ans de bonheur
17. Hackidu
18. Debra devient Cordon bleu
19. Les Nouveaux amis
20. Enfin seule
21. Agréable souffrance
22. Sales périodes
23. Quand Robert rencontre Nestor
24. Histoire d'un divorce

### Cinquième saison (2000-2001)
1. Le Voyage en Italie (1/2)
2. Le Voyage en Italie (2/2)
3. Tout ça pour ça
4. Faits l'un pour l'autre
5. L'Enterrement du hamster
6. Un Auteur incompris
7. Le Grand regret
8. L'Adolescente
9. Surprise pour Thanksgiving
10. Quand Ray éternue
11. Le Cadeau de Noël
12. Le Bras de fer
13. La Finale de football
14. Le Journal intime
15. Brisons la routine
16. Les Fées
17. Stéfania arrive
18. Super Aspirateur
19. La Boîte à gâteaux
20. L'Argent du ménage
21. Robert sur la sellette
22. L'Oncle préféré
23. La Séparation
24. Frank repeint la maison
25. La Naissance d'Ally

### Sixième saison (2001-2002)
1. À qui la faute ?
2. Panne de sens
3. L'Intrus
4. La Bague de mariage
5. Quel talent !
6. Plus dure sera la chute
7. Crise de jalousie
8. Ce n'est qu'un jeu
9. Une Femme plus âgée
10. Raybert
11. Le Ballon de l'exploit
12. La Lettre de vœux
13. Fais ce qu'il te plaît
14. Tempête de neige
15. Concurrence déloyale
16. Le Costume porte-bonheur
17. Duo comique
18. La Cassette de rupture
19. Les Choses de la vie
20. Votez Debra
21. Appelle-moi maman
22. La Loi du silence
23. La Guerre des nerfs
24. La Première fois

### Septième saison (2002-2003)
1. Les Grands moyens
2. La Conseillère conjugale
3. Devoirs d'un père - le moindre effort
4. Qu'il est gentil le lapin !
5. L'Âge de raison
6. Robert est dans le besoin
7. Chacun sa salle de bains
8. Le Petit Monstre
9. L'Effroyable vérité
10. Les Yeux de l'amour
11. C'est l'intention qui compte !
12. Grand-père est kleptomane
13. Quelqu'un déteste Raymond
14. L'union fait la force
15. Une discipline d'enfer
16. Charité bien ordonnée
17. Deux familles se rencontrent
18. Un plan diabolique
19. Affaire d'état
20. Au nom du ciel
21. Un problème de belle-mère
22. La Valise abandonnée
23. Sens de la fête
24. Le Mariage de Robert - 1re partie
25. Le Mariage de Robert - 2e partie

### Huitième saison (2003-2004)
Elle a été diffusée du 22 septembre 2003 au 24 mai 2004 sur CBS.
1. Les Joies du golf (Fun with Debra)
2. La Guerre des belles-filles (Thank You Notes)
3. L'École de la bie (Home from School)
4. Le Consul de trop (Misery Loves Company)
5. Le Prix de l'amitié (The Contractor)
6. Monsieur pot de colle (Peter on the Couch)
7. Mensonges et conséquences (Liars)
8. Surprise ratée (The Surprise Party)
9. Affrontement à Thanksgiving (The Bird)
10. Vive la nouvelle technologie (Jazz Records)
11. Une femme au club (Debra at the Lodge)
12. L'Esclave (Slave)
13. Choisis ton camps (Whose Side Are You On?)
14. Le Pacte (Lateness)
15. La Robe de soirée (Party Dress)
16. Hésitations (Security)
17. Remerciements (The Ingrate)
18. Un tic incontrôlable (Crazy Chin)
19. Conversation (The Nice Talk)
20. Les Ragots (Blabbermouths)
21. Le Mannequin (The Model)
22. Le Mentor (The Mentor)
23. Qui gardera maman ? (Golf for It)

### Neuvième saison (2004-2005)
Le 16 mai 2004, la série est renouvelée pour une neuvième et dernière saison de seize épisodes, diffusée du 20 septembre 2004 au 16 mai 2005 sur CBS.
1. À 85 minutes du bonheur (The Home)
2. Retour à l'envoyeur (Not So Fast)
3. Abus de pouvoir (Angry Sex)
4. Provocations (P.T. & A.)
5. Questions de math (Ally's F)
6. Thérapie de groupe (Boys' Therapy)
7. Les Parents de Debra (Debra's Parents)
8. Un job à tout prix (A Job for Robert)
9. Les Entremetteurs (A Date for Peter)
10. À charge de revanche (Favors)
11. Le Faux pas (The Faux Pas)
12. Un manque de goût (Tasteless Frank)
13. La Belle-sœur (Sister-in-Law)
14. Le Pouvoir de dire non (The Power of No)
15. Nuit gravement à la santé (Pat's Secret)
16. La fin justifie les moyens (The Finale)

## Distinctions
Les récompenses gagnées sont en gras, les autres sont des nominations.

### Série
- 1999 : Primetime Emmy Award de la meilleure série télévisée comique
- 2000 : Emmy de la meilleure série comique
- 2001 : Emmy de la meilleure série comique
- 2002 : Emmy de la meilleure série comique
- 2003 : Emmy de la meilleure série comique
- 2004 : Emmy de la meilleure série comique
- 2005 : Emmy de la meilleure série comique

### Acteur principal
Pour Ray Romano :
- 1999 : Primetime Emmy Award du meilleur acteur dans une série télévisée comique
- 2000 : Emmy du meilleur acteur dans une série comique
- 2001 : Emmy du meilleur acteur dans une série comique
- 2002 : Emmy du meilleur acteur dans une série comique
- 2003 : Emmy du meilleur acteur dans une série comique
- 2005 : Emmy du meilleur acteur dans une série comique

### Actrice principale
Pour Patricia Heaton :
- 1999 : Primetime Emmy Award de la meilleure actrice dans une série télévisée comique
- 2000 : Emmy de la meilleure actrice dans une série comique
- 2001 : Emmy de la meilleure actrice dans une série comique
- 2002 : Emmy de la meilleure actrice dans une série comique
- 2003 : Emmy de la meilleure actrice dans une série comique
- 2004 : Emmy de la meilleure actrice dans une série comique
- 2005 : Emmy de la meilleure actrice dans une série comique

### Acteurs secondaires
Pour Peter Boyle :
- 1999 : Primetime Emmy Award du meilleur acteur dans un second rôle dans une série télévisée comique
- 2000 : Emmy du meilleur acteur dans un second rôle dans une série comique
- 2001 : Emmy du meilleur acteur dans un second rôle dans une série comique
- 2002 : Emmy du meilleur acteur dans un second rôle dans une série comique
- 2003 : Emmy du meilleur acteur dans un second rôle dans une série comique
- 2004 : Emmy du meilleur acteur dans un second rôle dans une série comique
- 2005 : Emmy du meilleur acteur dans un second rôle dans une série comique

Pour Brad Garrett :
- 2000 : Primetime Emmy Award du meilleur acteur dans un second rôle dans une série télévisée comique
- 2002 : Emmy du meilleur acteur dans un second rôle dans une série comique
- 2003 : Emmy du meilleur acteur dans un second rôle dans une série comique
- 2004 : Emmy du meilleur acteur dans un second rôle dans une série comique
- 2005 : Emmy du meilleur acteur dans un second rôle dans une série comique
- 2005 : Emmy du meilleur acteur dans un second rôle dans une série comique

### Actrice secondaire
Pour Doris Roberts :
- 1999 : Primetime Emmy Award de la meilleure actrice dans un second rôle dans une série télévisée comique
- 2000 : Emmy de la meilleure actrice dans un second rôle dans une série comique
- 2001 : Emmy de la meilleure actrice dans un second rôle dans une série comique
- 2002 : Emmy de la meilleure actrice dans un second rôle dans une série comique
- 2003 : Emmy de la meilleure actrice dans un second rôle dans une série comique
- 2004 : Emmy de la meilleure actrice dans un second rôle dans une série comique
- 2005 : Emmy de la meilleure actrice dans un second rôle dans une série comique

## Commentaires
Le personnage de Raymond apparaît dans la série Un gars du Queens (saison 1 épisodes 9 et 19, puis saison 2 épisode 8 , puis saison 8 épisode 10). Il apparaît également dans la série Une nounou d'enfer (saison 5, épisode 17). Inversement, Doug, le personnage principal de cette série incarné par Kevin James, apparaît également dans Tout le monde aime Raymond (saison 3 épisode 9 et saison 3 épisode 18).

## Produits dérivés

### DVD
- Tout le monde aime Raymond - L'Intégrale saison 1 (22 juin 2005) (ASIN B0008FV5EC)
- Tout le monde aime Raymond - L'Intégrale saison 2 (1er janvier 2008) (ASIN B00169KSPQ)